# Enrico Adami Rossi
Enrico Adami-Rossi, italijanski general, * 1880, Cagliari, † 1963, Rim, Italija.